# .nl
.nl és l'actual domini de primer nivell territorial (ccTLD) dels Països Baixos.
Va ser donat d'alta el 25 d'abril de 1986, convertint-se en el primer domini de primer nivell territorial existent. També és un dels més estesos.
Els registres s'accepten directament a segon nivell, i tenen un cost aproximat d'entre 10 i 15 euros.

## Limitacions tècniques
A diferència de la majoria de dominis de primer nivell, .nl requereix que cada servidor de noms utilitzi una adreça IP única. S'han de configurar almenys dos servidors de noms, cosa que significa que s'han d'utilitzar almenys dues adreces IP diferents. Altres TLD amb aquest requisit són .ca i .cn.